# OK Blue Jays
OK Blue Jays est une chanson de baseball, jouée lors de la septième manche des matchs à domicile des Blue Jays de Toronto. 
La chanson comprend des références à l'équipe des Blue Jays et aux événements des années 1980 . Il a été publié en août 1983 et s’classé 47ème sur la liste des singles du magazine RPM en septembre 1983, écrit par Jack Lenz et Tony Kosinec et interprétée par Keith Hampshire and "The Bat Boys" . La chanson a été remixée par Rob Wells et Chris Anderson en 2003 .
Par 1986, le single avait vendu plus de 50 000 exemplaires et était certifié or. Jimmy Williams accepte un disque d’or avant un match contre Milwaulkee le 25 juin 1986 en guise de reconnaissance .
La chanson des Blue Jays a été conçue par Alan Smith, directeur de la création chez JWT Direct. Il a écrit la plupart des paroles en collaboration avec le rédacteur publicitaire Pat Arbour, bien que le premier vers ait été entièrement écrit par l’artiste enregistrant Tony Kosinec de la maison à jingles Lenz / Kosinec, embauché pour écrire la musique et produire la chanson sous la direction de Smith et Arbour. Le projet a été approuvé et soutenu par l'exécutif des Blue Jays, Paul Beeston. Lenz a déclaré que Beeston "voulait que la chanson soit amusante, mais ne pas trop promette, car l'équipe était OK" . En version originale, la chanson durait environ deux minutes et demie, mais la version jouée au cours de la séquence de septième manche est de 58 secondes .
Lors des matchs, la chanson joue tandis que les pom-pom girls des Blue Jays JForce dirigent les supporteurs dans des activités d'étirement simples, telles que les applaudissements et le pompage au poing. Quand la chanson a été introduite pour la première fois en 1983, un groupe de Fitness Ontario dirigeait les fans lors d'exercices de gymnastique suédoise . La chanson se réfère à huit équipes; dans l'ordre, il s'agit des White Sox de Chicago, des Red Sox de Boston, des Brewers de Milwaukee ou des Angels de Los Angeles (dépendant de la version de 1983 ou de 2003), des Rangers du Texas, des Yankees de New York, des Indians de Cleveland, des Tigers de Détroit et des Athletics d'Oakland . Deux personnes ne sont mentionnées que par leur prénom,  le premier étant Dave Stieb (lanceur vedette de l’équipe), et Billy Martin, manager de l'équipe des Athletics et des Yankees .
Le refrain de la chanson est: « OK Blue Jays! Let’s play ball! » (OK les Blue Jays! Jouons au baseball!)  et se termine par le son d'une balle frappée par Willie Upshaw .